# Sergio Messen
Sergio Iván Messen Angarita (Santiago, 8 de março de 1949 - 1º de janeiro de 2010) foi um futebolista chileno. Fez parte da histórica equipe de 1973 do Colo-Colo, dirigida por Luis Álamos, e atuou também pela Seleção Chilena de Futebol na Copa do Mundo de 1974, na Alemanha. Entre suas maiores conquistas estão dois campeonatos nacionais chilenos em 1972, com o Colo-Colo, e em 1978, com o Club Deportivo Palestino, além do vice-campeonato da Copa Libertadores da América de 1973.